# Diphyus suigensis
Diphyus suigensis är en stekelart som först beskrevs av Tohru Uchida 1927.  Diphyus suigensis ingår i släktet Diphyus och familjen brokparasitsteklar. Inga underarter finns listade i Catalogue of Life.